# 黑原宝螺
黑原宝螺（学名：或），又名黑原宝贝，是中腹足目宝螺科宝螺属的一种。主要分布于日本、台湾，常栖息在深海。